# Донатело (Нинџа корњаче)
Донатело (енгл. Donatello) је измишљени лик и из серијала Нинџа корњаче. Његов повез за очи је љубичасте боје (мада изворно све Нинџа корњаче носе црвене повезе), а оружје бо-штап. Углавном је приказан као најпаметнији члан тима, са урођеним способностима за науку и технологију. Од свих корњача најмање прибегава насиљу и више воли да користи свој интелект да реши сукоб. Име је добио по вајару Донателу. (итал. Donatello).

## Појављивања на телевизији

### 1987 анимирана серија
Анимирани телевизијски серијал из 1987. године приказује Донатела као генија који измишља многе возила која корњаче користе као и сву њихову опрему. За разлику од серије из 2003., његови други мањи проналасци често не функционишу, али многи од њих завршавају у практичној сврси. Упркос очигледном недостатку средстава у наредним сезонама, направио је многе револуционарне проналаске, а најзначајнији су преносни портал који може отварати врата у другим димензијама, као и систем раног упозорења који упозорава на претпостављене нападе из других димензија или од Кранга и Шредера. Упркос томе што је Леонардо званични вођа тима, Донатело доноси већи део планова. Понекад он не показује велику захвалност за људску културу изван научне заједнице.

### Нинџа корњаче: Нова мутација (1997—1998)
Донателло се појавио у Млади мутанти нинџа корњаче: Нова мутација, као и у заједничкој епизоди Нинџа Корњача и Моћних Ренџера у свемиру.

### Млади мутанти нинџа корњаче (2003)
Као и у стриповима, Донатело има сложену личност у анимираној серији из 2003. године. Неколико епизода се скроз базирају на њему, као и на његове емоционалне и интелектуалне борбе. Као и у другим инкарнацијама, он је интелигентан, добар са рукама и веома интроспективан, често постаје замишљен због ствари које не разуме. Обично има врло близак однос са Ејприл. Он такође показује блискост са својим млађим братом Микеланђелом, слично оном који се види у оригиналном филму. Још пацифистичнији од његових других инкарнација, Донатело показује веће интересовање за технологију него његову нинџицу обуку. Донатело ће одбранити своју браћу по сваку цену и често помаже тиму на много начина кроз технологију коју развија, углавном возила и комуникационе уређаје.

### 2012 анимирана серија
У овој верзији, Донателло је такође заљубљен у Ејприл О'Нил (која је такође у тинејџерским годинама у овој адаптацији). Чини се да Донателло има значајну улогу у овој серији у поређењу са првобитном серијом из 1987. године. Понекад не разуме и тешко схвата Учитеља Сплинтера. Дизајн његовог карактера је такође био ажуриран, пружајући му празнину у зубима и виши изглед од његове браће. Донијаје у српској синхронизацији тумачио Никола Булатовић.

### Уздизање нинџа корњача
У анимираној серији из 2018. године, Донатело је несвакидашњи механички геније и технолошки чаробњак чије су вештине нинџицуа тек по његовом схватању. Ова инкарнација Донатела је сигурнија и унапређена.